# أليكساندر بلونز
أليكساندر بلونز (مواليد 17 أبريل 2000) هو لاعب كرة يد نرويجي يلعب في مركز الجناح الأيسر.

## روابط خارجية
- أليكساندر بلونز على موقع الاتحاد الدولي لكرة اليد (الإنجليزية)
- أليكساندر بلونز على موقع الاتحاد الأوروبي لكرة اليد (الإنجليزية)
- أليكساندر بلونز على موقع الاتحاد النرويجي لكرة اليد (النرويجية)
- أليكساندر بلونز على موقع اللجنة الأولمبية الدولية (الإنجليزية)